# Vyšná Kamenica
Vyšná Kamenica és un poble i municipi d'Eslovàquia. Es troba a la regió de Košice, a l'est del país.

## Història
La primera referència escrita de la vila data del 1427.

## Demografia
| Godina             | 1994 | 2004   | 2014   | 2024    |
| ------------------ | ---- | ------ | ------ | ------- |
| Nombre de persones | 233  | 245    | 268    | 393     |
| Diferència         |      | +5,15% | +9,38% | +46,64% |

| Godina             | 2023 | 2024  |
| ------------------ | ---- | ----- |
| Nombre de persones | 375  | 393   |
| Diferència         |      | +4,8% |